# Giáo phận Naha
Giáo phận Naha (カトリック那覇司教区) (tiếng Latinh: Dioecesis Nahana) là một giáo phận của Giáo hội Công giáo Rôma ở Nhật Bản. Địa giới của Giáo phận bao gồm toàn bộ tỉnh Okinawa. Nhà thờ chính tòa Trái Tim Cực Sạch Đức Mẹ, còn được biết đến với tên gọi Nhà thờ Kainan (tiếng Nhật: 開南教会) là nhà thờ chính tòa của giáo phận.

## Lịch sử
- 1846 - Hạt Đại diện Tông tòa Nhật Bản được thành lập, với tòa giám mục đặt tại Yokohama.
- 1866 - Tòa giám mục được chuyển đến Nagasaki.
- 1876 - Ngày 22/5, Hạt Đại diện Tông tòa Nhật Bản được tách ra thành Hạt Đại diện Tông tòa Bắc Nhật Bản (hiện là Tổng giáo phận Tokyo) và Hạt Đại diện Tông tòa Nam Nhật Bản (hiện là Tổng giáo phận Nagasaki), trong đó Hạt Đại diện Tông tòa Nam Nhật Bản quản lí các vùng Kinki, Chūgoku, Shikoku và Kyūshū.
- 1888 - Hạt Đại diện Tông tòa Chūbu được thành lập, tiếp nhận các vùng Kinki, Chūgoku, Shikoku từ Hạt Đại diện Tông tòa cũ, và được giao cho Hội Thừa sai Paris quản lí.
- 1891 - Ngày 15/6, Hạt Đại diện Tông tòa Nam Nhật Bản được nâng cấp thành Giáo phận Nagasaki.
- 1927 - Ngày 18/3, Hạt Phủ doãn Tông tòa Kagoshima (hiện là Giáo phận Kagoshima) được thành lập trên diện tích các tỉnh Kagoshima và Okinawa tách ra từ Giáo phận Nagasaki.
- 1947 - Ngày 13/1, Hạt Giám quản Tông tòa Quần đảo Ryūkyū được thành lập với địa giới tách ra từ Hạt Đại diện Tông tòa Kagoshima gồm các quần đảo Tokara, Amami và Okinawa đang bị Hoa Kỳ chiếm đóng quân sự dựa theo Hiệp ước San Francisco. Hạt Giám quản Tông tòa do Tòa Thánh trực tiếp quản lí, tạm thời trực thuộc Hạt Đại diện Tông tòa Guam (hiện là Tổng giáo phận Agaña) và được giao cho các tu sĩ Dòng Anh Em Hèn Mọn Capuchin của Hoa Kỳ quản lí.
- 1949 - Ngày 21/1, Hạt Giám quản Tông tòa được chuyển giao từ Hạt Đại diện Tông tòa Guam cho Dòng Capuchin quản lí.
- 1952 - Ngày 28/2, 8 đảo phía bắc quần đảo Nansei[1], ngoại trừ quần đảo Amami đã được Hạt Giám quản Tông tòa trao cho Hạt Phủ doãn Tông tòa Kagoshima quản lí.
- 1955 - Ngày 8/5, quần đảo Amami[2] đã được Hạt Giám quản Tông tòa trao cho Giáo phận Kagoshima quản lí.
- 1972 - Ngày 18/12, Hạt Giám quản Tông tòa Quần đảo Ryūkyū được nâng cấp thành Giáo phận Naha.

## Lãnh đạo giáo phận qua từng thời kì

### Giám quản Tông tòa
- Tiên khởi – Apollinaris William Baumgartner (Dòng Anh Em Hèn Mọn Capuchin) (1947 – 1949)
- 2 – Felix Ley (Dòng Anh Em Hèn Mọn Capuchin) (1949 – 1972)

### Giám mục Giáo phận
- Tiên khởi – Phêrô Baotixita Tadamaro Ishigami (Dòng Anh Em Hèn Mọn Capuchin) (1973 – 1997)
- 2 –  Bêrađô Toshio Oshikawa (Dòng Anh Em Hèn Mọn Viện tu) (1997 – 2018)
- 3 – Wayne Francis Berndt (Dòng Anh Em Hèn Mọn Capuchin) (2018 – hiện tại)